# Station Fécamp
Station Fécamp is een spoorwegstation in de Franse gemeente Fécamp.